# ウィリアム・ヘンリー・フォックス・タルボット
ウィリアム・ヘンリー・フォックス・タルボット（William Henry Fox Talbot、1800年2月11日 - 1877年9月17日）は写真技術の先駆者の一人で、カロタイプと呼ばれる初期の写真を発明した人物。政治家、考古学者、語源学者でもあった。イギリス人。
1831年に王立協会フェローに選出されている。

## 生い立ち
フォックス・タルボットは1800年、グレートブリテン王国（現在のイギリス）・イングランド、ドーセットにあるメルベリー（Melbury）という町で、ウィリアム・ダヴェンポート・タルボットと、夫人エリザベス・フォックス・ストラングウェイズ（第2代イルチェスター伯ヘンリー・フォックス・ストラングウェイズの娘）の間に一人息子として生まれた。彼は1817年にハーロー校からケンブリッジ大学トリニティ・カレッジへ進学し、1820年にパーソン・プライズを受賞し、翌1821年に数学学位試験を優秀な成績で合格した。
1822年から1872年にかけて、彼は王立協会に主に数学についての論文を多く投稿している。研究生活の初期、彼は光学の研究を行い、これが後に写真術として結実した。1826年、エジンバラ・ジャーナル・オブ・サイエンスに『有色の炎についての研究（Some Experiments on Colored Flame）』と題した論文を、1827年にはクオータリー・ジャーナル・オブ・サイエンスに『単色の光（Monochromatic Light ）』と題した論文を寄稿し、「フィロソフィカル・マガジン」誌には『化学作用による色の変化（Chemical Changes of Colour ）』など化学についての論文を多数寄稿している。
1827年から亡くなるまで、ウィルトシャー州にあるラコック・アビーを住居としていた。

## カロタイプの発明
フランスのルイ・ジャック・マンデ・ダゲールが1839年に太陽光で撮った銀板写真（ダゲレオタイプ）を発表するより早く、タルボットは写真の実験にとりかかっている。彼が写真技術に手をつけたきっかけは1833年にイタリアへ新婚旅行に行った際のことだった。彼は描画補助器具カメラ・ルシダやカメラ・オブスクラを使って旅先の風景をスケッチしたがうまく風景を描き残せず、この方法に失望してしまった。しかしカメラ・オブスクラの中に写る縮小された自然の風景に心を惹かれ、この美しい映像を永久に残す方法はないかと考えた。これが、光で紙に直接光景を焼き付ける研究の開始に繋がったといわれる。彼は硝酸銀溶液をしみこませた紙を使い感光紙を作り、黒白の反転した陰画を固定して、印画紙に陽画を焼き付けるというネガポジ式の手段を1835年に発見していたが、一旦中断し数学研究を続けていた。
ダゲールが光の像を銀板に定着させる技術を開発したという第一報が発表された直後、1839年1月25日にタルボットは4年前に発明していたという画像数枚を王立協会で公開した。さらに2週間以内にタルボットは王立協会に対し、光で絵を描くという自分の技術（当時は「写真」、photograph ではなく、「フォトジェニック・ドローイング」、photogenic drawing と呼んでいた）の詳細を公開した（ダゲールが自分の技術の詳細をフランス学士院科学アカデミーで公表するのはこの後の8月になる）。

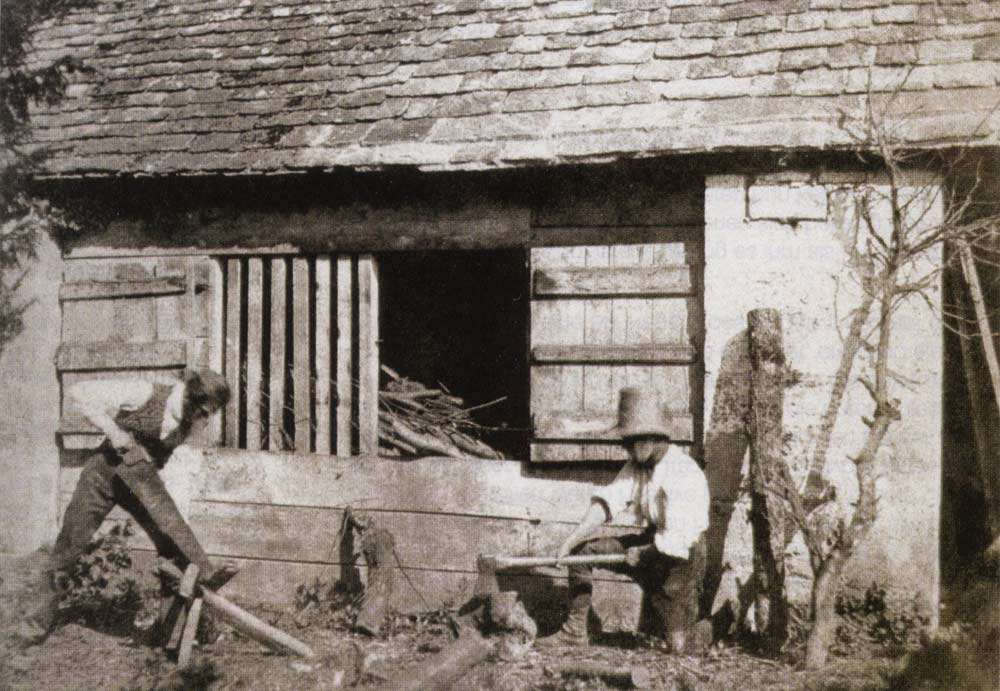
タルボットの撮ったカロタイプ。ウィルトシャー州の働く大工、1842-43年

タルボットは、ジョン・ハーシェルら多くの科学者から協力を得て研究を進め、1840年までに技術を完成させた。1841年にはカロタイプ、または発明者の名をとりタルボタイプ（talbotype ）とよばれる写真製法を発表した。これはハーシェルやジョゼフ・バンクロフト・リード（Joseph Bancroft Reade）らの先行する研究を反映させたもので、タルボットの独自の貢献は陰画（ネガ）を作り、そこから多数の陽画（ポジ）を焼き付けることを可能にするというアイデアだった（ネガとポジという言葉自体はハーシェルの発案である）。また没食子酸を用いて潜像を現像するのもタルボットのアイデアだった。
彼はこの技術によって王立協会から1837年ベーカリアン・メダル、1838年にロイヤル・メダル、1842年にランフォード・メダルを受賞した。また1843年に写真工房を作り、複製能力を生かした写真集の出版を開始した。1844年に出版した世界最古の写真集『自然の鉛筆（Pencil of Nature ）』は特に有名である。

## 特許を巡る紛争
1841年2月、タルボットはカロタイプについての特許を取得した。当初、彼は特許使用料を一回に対し20ポンドで売っていたが、後にこれを4ポンドに引き下げ、撮った写真を彼の元に届けた者に対しては無料にする措置をとった。しかし職業写真家は最大で年300ポンドの特許使用料を彼に払うことになっていた。タルボットの特許料稼ぎは広い範囲から批判され、特にフレデリック・スコット・アーチャーが1851年にガラス板を使ったネガポジ式写真製法・コロジオン法（湿式コロジオン法）を発明した後のタルボットの振る舞いには非難が沸き起こった。タルボットは、アーチャーが発明した技法を使う者はカロタイプの特許使用料を払わなければならないと宣言したのである（アーチャーは逆に、コロジオン法の特許を決して取得しようとしなかった）。

### タルボットとダゲールの特許に対する違い

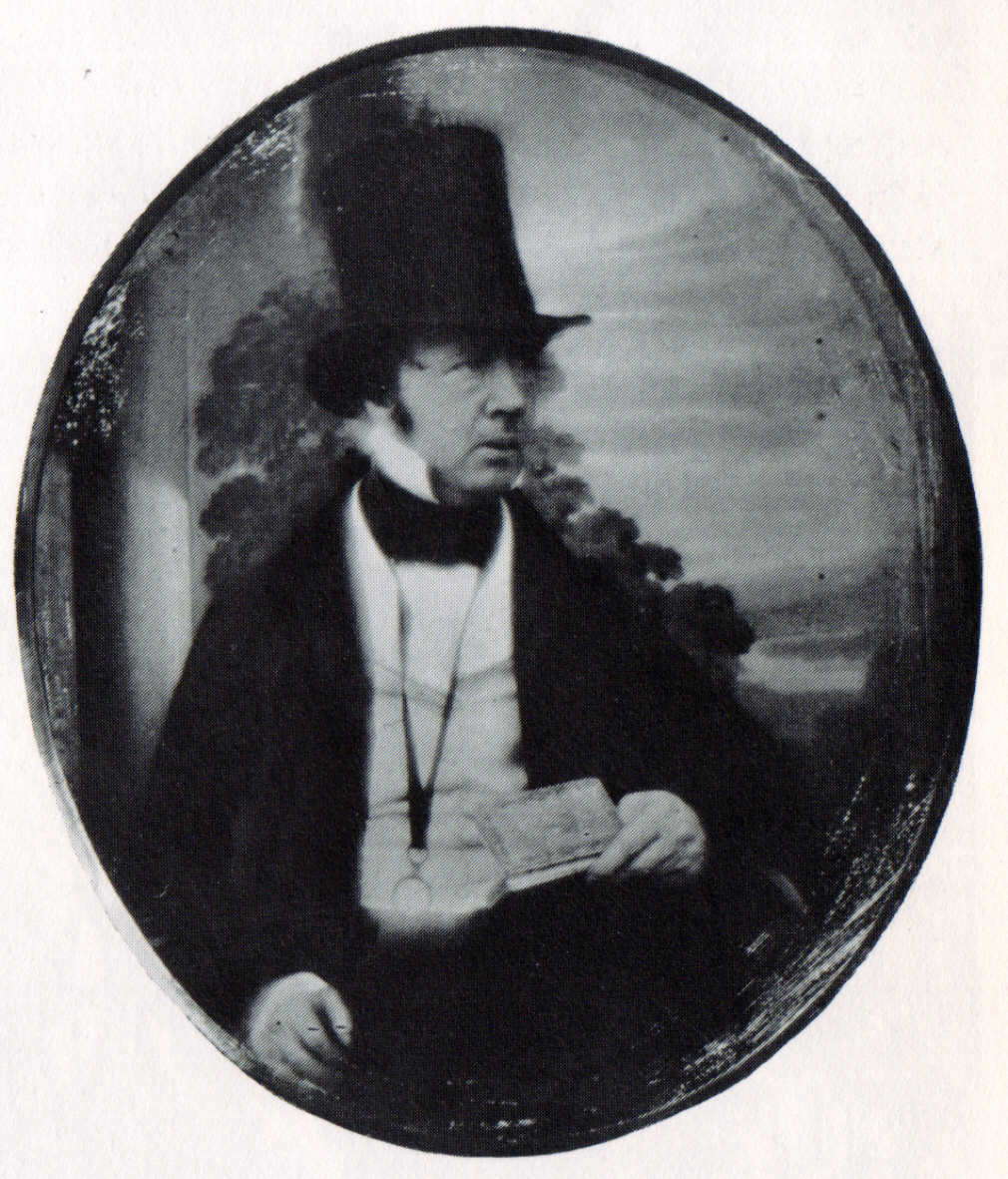
タルボットの肖像写真（ダゲレオタイプ、1844年）

タルボットがカロタイプの特許を取った理由の一つは、ライバルのダゲールが写真技術を開発し続けていることを意識していたため、多額の研究費を必要としていたからである。タルボットは当初、数年間にわたり数千ポンドの資金を投じてなお写真技術の詳細を得られず、少なくない資産を失ったことも特許料徴収の背景にある。
彼は「自然の鉛筆」と呼んだ自身の写真術を実現するにあたり、当初直接印画紙を用い、光源と印画紙の間に物体を置くことで印画紙に物体の黒白反転の陰画を残すことに成功した。カロタイプはこれを洗練させた技法で、像（ネガ、陰画）を直接写した陰画紙の下に、印画紙を敷いて像（ポジ、陽画）を焼き付ける方式だった。ハーシェルの示唆で、チオ硫酸ナトリウムを張った桶の中に印画紙を浸すことで感光を止めて像を定着する方法も確立された。ネガポジ式の利点は、写真は何枚でも必要なだけプリントすることが出来る点にあった。ダゲレオタイプは銀板に直接像を残すもので、後のポラロイド同様一点のみで複製は不可能であった。一方でカロタイプは、像を鮮明にするために陰画紙に油を塗るなどの工夫をしていたが、繊維で出来た紙の粗さでは、金属板を使ったダゲレオタイプの像のシャープさにはかなわなかった。
両者の欠点を解決したのが、ダゲールが死んだ1851年に完成した湿式コロジオン法で、ネガ部分に、紙を使うカロタイプの代わりにガラスを用いることで、複製も製造でき、しかも鮮明な像を得ることができた。
一方、ダゲールもタルボットがカロタイプの技術を発表した後、研究を前進させていることを意識していた。彼は特許を政府に買い取ってもらい、研究をフランス政府が支援し彼自身は年金をもらうようにした。共同研究者ニセフォール・ニエプスはすでに亡く年金を受け取れなかったが、彼の息子で共同研究を引き継いだイジドール・ニエプスが年金を手にした。ダゲールは必要な研究費を生涯受け取る年金から払うかわりにダゲレオタイプを全世界的に特許なしで公開し、普及させることに成功した。この無料使用はイギリスにおいてのみ適用されなかったが、その措置はダゲールが死にダゲレオタイプが衰える1861年ごろまで続いた。

### 写真をめぐる特許紛争の終わり
1852年8月、タイムズ紙は王立協会会長のロス卿、王立芸術アカデミー会長のチャールズ・ロック・イーストレイクの公開書簡を掲載した。彼らはタルボットに、写真技術の進歩を促進するために特許料の圧力を緩和してほしいと訴えた。タルボットはこれに応え、アマチュア写真家からの特許使用料徴収をやめたが、プロの肖像写真家への特許料徴収は続けようとし、その結果いくつもの裁判に敗訴した。当時、販売用に肖像写真を作ろうとする者への特許使用料は最初の1年で100ポンド、その後毎年150ポンドという額であった。
1854年、タルボットは1855年に切れる特許の14年間延長を申請した。当時彼が抱えていた裁判の一つに湿式コロジオン法を使う写真家マーティン・ラローシュに対するものがあったが、この裁判がタルボットの特許紛争の転回点となった。ラローシュ側は特許自体の無効性を訴え、その理由としてジョゼフ・リードがカロタイプと同様の手法を先に考案していたことを挙げた。湿式コロジオン法の利用についても、カロタイプとコロジオン法は同じネガポジ式ながら重大な違いがいろいろとあるため特許侵害ではないと主張した。判決で、判事はカロタイプの特許延長は是認したが、ラローシュがコロジオン法を使うことはカロタイプの特許侵害にあたらないと認めた。この判決に失望したタルボットは、特許延長を取りやめた。写真術は、やっと特許から自由になったのである。

## カロタイプ以外の活動
タルボットは、ホイッグ党を支持する傾向のある穏健的改革派の一人として、政治的活動も行った。彼は1832年から1835年までの間、チッペンハム選出議員として国会にも出ていた。彼は1840年にはウィルトシャー州の州長官（High Sheriff）も務めた。
科学の研究に携わる間にも、彼はより多くの時間を考古学に割いていた。『Hermes, or Classical and Antiquarian Researches （ヘルメス、または古典と古代の研究）』（1838年 - 1839年）、『Illustrations of the Antiquity of the Book of Genesis （創世記の古代の解説）』（1839年）のような著書もある。また東洋学者サー・ヘンリー・ローリンソンやアッシリア学専門家エドワード・ヒンクス博士らとともに、ニネヴェから発掘された粘土板の楔形文字の最初の解読者としての栄誉も手にしている。語源学にも関心を持ち、1846年には『English Etymologies （英語の語源）』を執筆した。